# James Northcote (Schauspieler)
James Northcote (* 10. Oktober 1987 in London als James Walker) ist ein britischer Schauspieler, Filmproduzent und Synchronsprecher.

## Leben
Northcote wurde am 10. Oktober 1987 in London geboren. Er besuchte das King’s College London. Er studierte am Queens’ College in Cambridge, das er 2010 mit dem Bachelor of Arts in Englisch abschloss. Er gehörte dem Ensemble des National Youth Theatre und des Cambridge Footlights an. Erste Schritte als Schauspieler machte er auf verschiedenen Bühnen wie dem Edinburgh Festival Fringe. 2011 übernahm er Rollen im Film Wuthering Heights – Emily Brontës Sturmhöhe und dem Kurzfilm Storm House. 2012 hatte er eine Episodenrolle in der Fernsehserie Silk – Roben aus Seide sowie Rollenbesetzungen im Film Anna Karenina und dem Kurzfilm On This Island. Weitere Filmrollen hatte er in Nymphomaniac, in The Imitation Game – Ein streng geheimes Leben in der historischen Rolle des Irving John Good und im Spielfilm A United Kingdom – Ihre Liebe veränderte die Welt. 2017 war er in der Fernsehserie SS-GB in der Rolle des Dr. John Spode zu sehen. Ab demselben Jahr wirkte er in der Rolle des Aldhelm im Netflix Original The Last Kingdom mit. 2022 wurde die Serie eingestellt; er wirkte in insgesamt 34 Episoden mit. 2018 spielte er in Patient Zero als Pete Townshend mit. 2023 spielte er im Spielfilm The Last Kingdom: Seven Kings Must Die letztmalig die Rolle des Aldhelm. 
Als Produzent wirkte Northcote 2015 an dem Kurzfilm Morning is Broken und dem Spielfilm The Open mit. 2016 folgte der Spielfilm Boys on Film 15: Time & Tied. Weitere Produktionen waren 2017  der Kurzfilm Ostrich und 2020 mit This Fortress Built by Nature ein weiterer Kurzfilm.

## Filmografie (Auswahl)

### Schauspiel
- 2011: Wuthering Heights – Emily Brontës Sturmhöhe (Wuthering Heights)
- 2011: Storm House (Kurzfilm)
- 2012: Silk – Roben aus Seide (Silk, Fernsehserie, Episode 2x03)
- 2012: Anna Karenina
- 2012: On This Island (Kurzfilm)
- 2013: Der junge Inspektor Morse (Endeavour, Fernsehserie, Episode 1x03)
- 2013: Dido Elizabeth Belle
- 2013: Nymphomaniac
- 2014: The Imitation Game – Ein streng geheimes Leben (The Imitation Game)
- 2014: Der Verdacht des Mr. Whicher (The Suspicions of Mr Whicher, Fernsehserie, Episode 1x04)
- 2014: The Game (Miniserie, Episode 1x01)
- 2014: #Illusion (Kurzfilm)
- 2015: Muck (Kurzfilm)
- 2015: Life in Squares (Miniserie, 2 Episoden)
- 2015: The Open
- 2016: Utopic Dystopia (Kurzfilm)
- 2016: A United Kingdom – Ihre Liebe veränderte die Welt (A United Kingdom)
- 2016: The Nest Egg (Kurzfilm)
- 2017: The Double Cross (Kurzfilm)
- 2017: SS-GB (Miniserie, 3 Episoden)
- 2017: Revenge (Kurzfilm)
- 2017–2022: The Last Kingdom (Fernsehserie, 34 Episoden)
- 2018: Patient Zero
- 2019: Catherine the Great (Miniserie, 2 Episoden)
- 2020: This Fortress Built by Nature (Kurzfilm)
- 2023: The Last Kingdom: Seven Kings Must Die
- 2023: A Clever Woman
- 2024: In ewiger Schuld (Fool Me Once, Miniserie, 5 Episoden)

### Produktion
- 2015: Morning is Broken (Kurzfilm)
- 2015: The Open
- 2016: Boys on Film 15: Time & Tied
- 2017: Ostrich (Kurzfilm)
- 2020: This Fortress Built by Nature (Kurzfilm)

## Synchronisationen (Auswahl)
- 2023: Final Fantasy XVI (ファイナルファンタジーXVI/Fainaru Fantajī Shikkusutīn, Computerspiel)